# Kenny Doughty
Kenny Doughty (Barnsley, 27 maart 1975) is een Brits acteur.

## Biografie
Doughty heeft het acteren geleerd aan de Guildhall School of Music and Drama in Londen. Hij is in 2006 getrouwd met actrice Caroline Carver. 
Doughty begon in 1998 met acteren in de film I Want You, waarna hij nog meerdere rollen speelde in films en televisieseries. Hij is onder andere bekend van Elizabeth (1998), Coronation Street (2009) en Vera (2015-2023). Naast acteur voor televisie is hij ook actief in het theater. Zo speelde hij in Engeland in de musical The Full Monty en het toneelstuk Troilus en Cressida.

## Filmografie

### Films
Uitgezonderd korte films.
- 2014 Peterman - als Jim
- 2013 Snowpiercer - als nieuwsverslaggever
- 2012 The Strange Case of Wilhelm Reich - als Paul
- 2012 I Against I - als Ian Drake
- 2011 The Incident - als Max
- 2010 Irreversi - als David
- 2009 City Rats - als Olly
- 2008 The Crew - als rattenvanger
- 2006 My First Wedding - als Nick
- 2006 Kenneth Williams: Fantabulosa! - als Joe Orton
- 2005 The Great Raid - als Pitt
- 2004 The Aryan Couple - als Hans Vassman
- 2003 Gifted - als Jamie Gilliam
- 2002 Sunday - als Para 027
- 2001 All Forgotten - als Denis
- 2001 Crush - als Jed
- 1999 Titus - als Quintus
- 1999 A Christmas Carol - als jonge Ebenezer Scrooge
- 1998 Elizabeth - als Sir Thomas Elyot
- 1998 Anorak of Fire - als Gus Gascoigne
- 1998 I Want You - als vriend van Smokey

### Televisieseries
Uitgezonderd eenmalige gastrollen.
- 2015-2023 Vera - als DS Aiden Healy - 35 afl.
- 2017 Love, Lies and Records - als Rick - 6 afl.
- 2012-2013 Stella - als Sean - 15 afl.
- 2009 Coronation Street - als Jake Harman - 7 afl.
- 2006 Goldplated - als Coll - 4 afl.
- 2005 Funland - als Liam Woolf - 10 afl.
- 2003 Servants - als William Forrest - 6 afl.
- 2003 The Second Coming - als Simon Lincoln - 2 afl.

- Biblioteca Nacional de España: XX4912741
- International Standard Name Identifier: 0000 0000 7980 6576
- Library of Congress Control Number: no2010093433
- Système universitaire de documentation: 156397153
- Virtual International Authority File: 107576455
- WorldCat: E39PBJgtbkhXgTDt3VWWjbmGHC